# Siggerud
Siggerud is een plaats in de Noorse gemeente Nordre Follo, fylke Akershus. Siggerud telt 1402 inwoners (2007) en heeft een oppervlakte van 0,91 km².

## Geboren
- Lasse Kjus (1971), alpineskiër